# Marcel Jalifa
Marcel Jalifa o Jalife (en árabe,  مرسيل خليفة): cantautor y compositor libanés. Su apellido puede encontrarse escrito en caracteres latinos frecuentemente como Khalifa, Khalifah, Khalife o Khalifeh. Nació en 1950 en Amshit, localidad de la Gobernación del Monte Líbano.  
Jalifa es uno de los músicos libaneses contemporáneos más conocidos, tanto en el Mundo Árabe como fuera de él, y también uno de los más renombrados especialistas en laúd árabe.
Estudió laúd en el Conservatorio Nacional de Beirut, y fue profesor del mismo instrumento, en el mismo conservatorio y en otras instituciones libanesas, entre 1970 y 1975. Partiendo de las técnicas más estrictas, ha ido desarrollando y ampliando las posibilidades del laúd desde sus primeras actuaciones públicas, como solista, en varios países árabes y europeos.
En 1972 creó en su pueblo natal un grupo dedicado al mantenimiento de la herencia musical libanesa y al desarrollo de la música coral árabe. Este fue conocido sobre todo en el Líbano. En 1976 un nuevo grupo, Al-Mayādīn, recoge la experiencia del anterior y adquiriere pronto una notoriedad que traspasa las fronteras de su país natal. Con Al-Mayādīn, empieza a hacer giras por los países árabes, África, Europa, Estados Unidos, Canadá, América Latina y Japón, actividad que ha seguido realizando hasta hoy.
En 1974 Marcel Jalifa comenzó a componer música para cine y danza, siendo uno de los creadores del llamado ballet popular oriental. Ha adaptado musicalmente textos de importantes poetas árabes contemporáneos, en especial del palestino Mahmud Darwish.
Sus canciones suelen tener contenido político y social, siendo un representante de la música árabe de izquierda. Uno de los motivos centrales de su obra ha sido el apoyo a la lucha de liberación nacional de los palestinos y la crítica de la ocupación militar israelí. En Palestina, de hecho, Jalifa goza de una gran popularidad. En 1999 se le concedió el Premio de la Música Palestina. A su vez, contribuyó a la financiación del Conservatorio Nacional de Música de la Universidad de Bir Zeit en Palestina. En 2005, fue nombrado Artista Unesco para la Paz.